# Gedeutereerd chloroform
Gedeutereerd chloroform of deuteroform (ook aangeduid als chloroform-d) is een gedeutereerd oplosmiddel met als brutoformule CDCl3. Het is een isotopoloog van chloroform en wordt gebruikt in de NMR-spectroscopie als oplosmiddel. De stof komt bij kamertemperatuur voor als een vluchtige kleurloze vloeistof.

## Synthese
Gedeutereerd chloroform kan bereid worden door de reactie van hexachlooraceton met zwaar water in pyridine:
{\displaystyle \mathrm {Cl_{3}CC({=}O)CCl_{3}\ +\ D_{2}O\ {\xrightarrow {\ pyridine\ }}\ 2\ CDCl_{3}\ +\ CO_{2}} }